# Марков, Анатолий Семёнович
Анато́лий Семёнович Марков (15 февраля 1930, Ходяково, Аликовский район, Чувашская АССР — 10 ноября 2023) — учёный, педагог, профессор, ректор Чувашского государственного пединститута им. И. Я. Яковлева (1963—1983).
Депутат Верховного Совета Чувашской АССР трёх созывов (1971—83). Председатель Верховного Совета ЧАССР VIII созыва (1971—75). Член Президиума Верховного Совета ЧАССР IX и Х созывов (1976—83).

## Биография
Родился 15 февраля 1930 года в деревне Ходяково Аликовского района Чувашской АССР.
В 1944 году окончил Таутовскую 7-летнюю школу, в 1947 году получил аттестат зрелости в Аликовской средней школе.
В 1951 году получил высшее образование на физико-математическом факультете Чувашского педагогического института. После этого в 1951—54 годах работал учителем физики и математики в Ораушской средней школе Вурнарского района.
В 1957 году окончил аспирантуру при Ленинградском пединституте им. Герцена, защитив диссертацию кандидата педагогических наук в том же году. Трудился в альма-матер старшим преподавателем, доцентом, профессором, проректором по учебной и научной работе (1957-62). В 1963 году Анатолий Семёнович стал ректором Чувашского государственного педагогического института им. И. Я. Яковлева (1963—83). На этом поприще он внес большой вклад в укрепление учебной и материальной базы вуза, в подготовку научно-педагогических кадров и специалистов для работы в школах Чувашии.
Председатель Чувашского республиканского комитета защиты мира (1975—82). Член президиума Чувашского отделения Венгеро-советской дружбы (1977—82). Председатель правления «Чувашской Ассоциации жертв незаконных политических репрессий» (с 2007 по настоящее время). Делегат Всероссийского (1968), Всесоюзного (1978) съездов учителей.
С 1983 года Анатолий Семенович работал в ЧГУ им. И. Н. Ульянова профессором кафедры общей физики, с 1991 года — профессором кафедры физики, заведующим кафедрой физики (с 1995 года — кафедры физики и методики преподавания физики). С 2004 по 2007 год работал деканом физико-технического факультета, с 2009 по 2012 год — профессором кафедры теоретической и экспериментальной физики, до 2014 года — профессором кафедры общей физики.
Скончался 10 ноября 2023 года на 94-м году жизни.

## Семья
- Родители:
  - отец — Марков Семен Алексеевич (1891—?), в 1931 году осуждён за неуплату продналога (обвинение: постановление ЦИК и СНК СССР от 1 февраля 1930 года «О мероприятиях по укреплению социалистического переустройства сельского хозяйства в районах сплошной коллективизации и по борьбе с кулачеством») и отправлен с семьёй на спецпоселение в Архангельскую область[4], впоследствии — председатель колхоза «Новый путь», «Почётный колхозник» (1971);
  - мать — Анна Петровна[5].
- родные:
  - старший брат — Марков, Борис Семёнович, народный артист РСФСР, заслуженный деятель искусств РСФСР, народный артист ЧАССР, заслуженный артист ЧАССР, депутат Верховного Совета СССР (1962—66).
  - старшая сестра — Канюкова Александра Семёновна, филолог, кандидат филологических наук.
  - сестра — Филиппова (Маркова) Дарья Семёновна, кандидат педагогических наук, доцент, работала заведующей кафедрой в Чувашгоспединституте.
  - брат — Марков Аркадий Семёнович, кандидат экономических наук, доцент Московского институте торговли.

## Научные труды
Автор более 100 научных работ, в том числе:
- Вопросы механизации и электрификации сельского хозяйства в преподавании физики в сельской школе: Автореф. дис… канд. пед. наук. — Л., 1957;
- Физика в сельской восьмилетней школе. — Чебоксары, 1962;
- Политехническое образование и профориентация учащихся в процессе преподавания физики в средней школе. — М., 1985;
- Самодельные модели по физике. — Чебоксары, 1959;
- Механика. Сборник лабораторных работ. — Чебоксары: ЧГУ, 1989;
- Организация и проведение физического практикума со студентами-заочниками. — Чебоксары: ЧГУ, 1985;
- Жизнь, отданная театру. — Чебоксары, 1999;
- Вопросы экологии в процессе обучения физики. — Чебоксары, 2005;
- Полвека служения высшей школе. Воспоминания. — Чебоксары, 2005;
- Электростатика. Постоянный электрический ток. — Чебоксары, 2006.

## Награды, звания, премии
- Орден Трудового Красного Знамени (1971),
- Медаль «За доблестный труд в Великой Отечественной войне 1941-45 гг.»,
- Медаль «За доблестный труд. В ознаменование 100-летия со дня рождения В. И. Ленина» (1970),
- Медаль Международной организации благотворительности «Меценаты столетия. Честь и польза» (2007)
- «Ветеран труда»,
- медаль «60 лет Победы в Великой Отечественной войне» (2005)
- Орден «За заслуги перед Чувашской Республикой» (2020) — за вклад в развитие образования и активную общественную деятельность[6]
- Почётные грамоты:
  - Президиума Верховного Совета ЧАССР (дважды: 1977, 1980),
  - Госсовета ЧР (дважды, 2000, 2005),
  - Министерства просвещения РСФСР (1965),
  - Министерства высшего образования СССР (1977),
  - знак Минвуза СССР «За отличные успехи в работе» (1981),
  - Всесоюзного общества «Знание» (1975),
  - Комитета защиты мира СССР (1981),
  - ВЦСПС (1980),
  - ЦК ВЛКСМ (1978),
  - Отличник народного просвещения (1965).
  - Отличник просвещения СССР (1980).
  - Заслуженный учитель ЧАССР (1969).
  - Занесён в Книгу Трудовой Славы Чувашской АССР (1967).